# СТС Медіа
СТС Медіа — російський медіахолдинг. Медіахолдинг юридично зареєстрований в США, штаб-квартира знаходиться в Москві.

## Історія
«CTC Медіа» (до 2004 року називався StoryFirst Communications) зареєстрований американським підприємцем Пітером Гервей в 1989 році в штаті Делавер, США. У 1991 році виступало співзасновником російсько-американської радіостанції Maximum. Телетрансляції медіахолдингом були розпочаті в 1994 році з власної станції в Санкт-Петербурзі.
У 1996 році з Москви було розпочато мовлення національного телеканалу «СТС», в 2005 році — телеканалу «Домашній (телеканал)».
21 грудня 2009 почалося мовлення міжнародної версії телеканалів СТС, Домашній та Перець — СТС International — в кабельних мережах США, з червня 2010 року — в Ізраїлі, з березня 2011 року — в Німеччині, з жовтня 2011 року — в Латвії, Литві та Естонії, з лютого 2012 року — в Казахстані, з квітня 2012 року — в Киргизстані, а з травня 2012 року — і у Вірменії, Грузії та Азербайджані.
15 жовтня 2013 року почалося мовлення міжнародної версії телеканалу «Перець» - «Перець International» - в кабельних мережах Республіки Білорусь, а з січня 2014 року і в Киргизстані.
Навесні 2014 року холдинг запустив новий канал «CTC Love», який веде мовлення в кабельних і супутникових мережах.
Восени 2015 року холдинг запустив новий канал «Че», на базі каналу «Перець».

### Злиття та поглинання
У лютому 2008 року «СТС Медіа» придбав 20% акцій казахстанського 31 каналу.
У квітні 2008 року медіахолдинг придбав телеканал «ДТВ» у свого акціонера — компанії Modern Times Group.
3 жовтня 2008 «CTC Медіа» придбав 51% в статутному капіталі групи мовних компаній: Teledixi SRL та Muzic Ramil SRL, що знаходяться в Молдавії. Вартість операції склала $ 4,1 млн.
10 травня 2011 «CTC Медіа» придбала Самарську регіональну телекомпанію «РІО», раніше в 2006 році компанія придбала міську Самарську телекомпанію «Оріон».

## Власники та керівництво
Основні акціонери на вересень 2011 року — компанії ЮТВ Холдинг (75%), «Modern Times Group» (12,5%) та «Національна Медіа Група» (12,5%).
1 червня 2006 «CTC Медіа» провів IPO на американській біржі NASDAQ, розмістивши 16,38% акцій за ціною $ 14 за штуку (таким чином, в ході розміщення акціонери компанії залучили $ 345 900 000). Капіталізація компанії на 26 лютого 2009 року склала $ 504 млн.
Президентом компанії до червня 2009 року був Олександр Роднянський.

## Діяльність
«CTC Медіа» управляє трьома телевізійними каналами в Росії: «СТС», «Домашній (телеканал)» та «Че», двома кабельними - «СТС Love», а також 31 каналом в Республіці Казахстані, телевізійною компанією TV Dixi в Республіці Молдові та телеканалом ВТВ в Республіці Білорусь з потенційною аудиторією більш ніж 150 млн людей. Міжнародна версія телеканалу СТС доступна в США, Ізраїлі, Німеччині, Латвії, Литві, Естонії, Казахстані, Киргизстані, Вірменії, Грузії та Азербайджані. Холдинг також володіє телевиробничою компанією «Сторі Ферст Продакшн», рекламним агентством «Еверест-С», соціальною мережею Videomore.ru, жіночим порталом Domashniy.ru.

### Телевізійні канали, що входять в холдинг
- Телевізійний канал «СТС»
- Телевізійний канал «СТС-Петербург»
- Телевізійний канал «СТС-Кузбас»
- Телевізійний канал «СТС-Іжевськ»
- Телевізійний канал «СТС-Казань»
- СТС-Карелія
- СТС-Мир-Новосибірськ
- Телевізійний канал «СТС-9 канал»
- Телевізійний канал «СТС-Прима»
- Телевізійний канал «СТС-Балаково»
- Телевізійний канал «СТС-Тула»
- Телевізійний канал «СТС-Волгоград»
- Телевізійний канал «СТС-Курськ»
- Телевізійний канал «СТС-Нижній Новгород»
- Телевізійний канал «СТС-Перм»
- Телевізійний канал «СТС-Рязань»
- Телевізійний канал «СТС-Якутськ»
- Телевізійний канал «СТС-Кострома»
- Телевізійний канал «СТС-Волга»
- Телевізійний канал «Домашній»
- Че
- СТС Love
- CTC Kids
- Телевізійний канал «Че»
- Телевізійний канал Республіки Казахстан «31 канал»
- Телевізійний канал Республіки Білорусь «ВТВ»
- Телевізійна компанія Республіки Молдови «TV Dixi»
- Телевізійний канал «Оріон»
- Телевізійний канал «РІО»

### Телевиробничі компанії холдингу
- «Story First Production»
- «Yellow, Black and White»

### Проекти холдингу
- Телесеріал «Маргоша» («Марг ♂ ш ♀») — ремейк оригінальної аргентинської телевізійної новели «Лалола».
- Телесеріал «Лалола» («Лал ♂ л ♀») — оригінальна аргентинська телевізійна новела.
- Телесеріал (ситуаційна комедія) «Одного разу в міліції»
- Телесеріал «Ранетки»
- Телесеріал (ситуаційна комедія) «Татусеві дочки»
- Телесеріал (ситуаційна комедія) «Вороніни»
- Скетч-шоу «Даєш молодь!»
- Скетч-шоу «6 кадрів»
- Телесеріал «Кадетство»
- Телесеріал «Кремлівські курсанти»

### Показники діяльності
Виручка холдингу з 2008 року по US GAAP склала $ 640 200 000, чистий прибуток — $ 22,5 млн.